# Château de Groenendaal
 (décembre 2022).
Si vous disposez d'ouvrages ou d'articles de référence ou si vous connaissez des sites web de qualité traitant du thème abordé ici, merci de compléter l'article en donnant les références utiles à sa vérifiabilité et en les liant à la section « Notes et références ».
Le château de Groenendaal est un château belge situé à Bilzen (Waltwilder).

## Historique
A l'origine, cette propriété s'appelle Croenendael ou Croonendael . Plus tard, il reçoit le nom actuel, factuellement incorrect. Il s'agissait d'un fief de Loonz, qui formait également un seul fief avec Hoelbeek et Jonckholt. Celui-ci est divisée à la fin du XIVe siècle et Croenendael devient propriété d'Aleidis van Jonckholt, mariée à Godenoel van Elderen, qui était déjà seigneur d'Elderen.
En 1477, Croenendael devient propriété de la famille Lambboy. Le jour de Noël 1693, un "villicus in Croonendael" sans nom meurt ; en mai 1730, Godefridus Danzel occupe ce poste, épouse Joanna Rosseau ; en novembre 1736, c'est Egidius Pacquaij, marié à Margareta Iaddoul ; en décembre 1739 c'est Joannes Leonardus Du Mont épouse Barbara Broeffaer.
En 1757, il revient à la famille de Grady. Michel Joseph de Grady, mort en 1786, transforme le château du XVIIe siècle de style mosan en un bâtiment classique vers 1761. La ferme attenante est également rénovée dans ce style.
En 1861, le domaine passe aux mains d'Emile de Rosen de Borgharen, et il est toujours propriété privée. Un parc est aménagé dans le style paysager anglais et les vestiges de l'ancien fossé sont incorporés.
Le château est vendu en 1992 après le décès de Pierre de Rosen de Borgharen en 1990.

## Bâtiments
Le château proprement dit se trouve à Groenendaal 1. Le noyau du XVIIe siècle y est encore présent, comme en témoignent, entre autres, les ancrages des murs et les linteaux en marne. La façade sud et la façade de l'aile est, en particulier, présentent encore ces caractéristiques. L'intérieur est cependant entièrement adapté au goût de la fin du XVIIIe siècle et est exécuté dans le style Louis XV et Louis XVI. Le salon central est décoré de stucs, de guirlandes de fleurs, de vases, de tourterelles et de corbeilles de fruits dans ces styles.
À Groenendaal 2 se trouve la ferme du château. Il s'agit d'un complexe agricole fermé, avec quelques vestiges du XVIIe siècle, mais fortement remanié au XIXe siècle. Certains bâtiments de service datent de la fin du XXe siècle.
Le château n'est pas accessible.